# .info
A .info egy internetes legfelső szintű tartomány kód, melyet 2001-ben hoztak létre. Ezt a végződést elsődlegesen a tájékoztatási céllal működő oldalaknak szánták, habár használata nem korlátozott.
A tartomány neve info, egy általános felső szintű tartomány (gTLD) az Internet Domain Name System (DNS) területén. A név az információkból származik, bár a regisztrációs követelmények nem írnak elő semmilyen konkrét témát.
A .info tartomány volt a legsikeresebb a hét tartomány közül, több mint 5,2 millió tartomány névvel a nyilvántartásban 2008 áprilisától. A 2001 Szeptember 11.-i támadás után az Egyesült Államokban a New York-i Metropolitan Transportation Authority a könnyebben megjegyezhetőre cserélte a nevét, mégpedig mta.info-ra, hogy a felhasználók számára a legfrissebb információkat nyújtsák a menetrendekről, az útvonalváltozásokról és a terület szállítási szolgáltatásairól.Az ICCAN és Afilias aláírt egy megállapodást az országnevekről, hogy legyen fenntartva a z ICCAN által a felbontás alatt 01.92.
Afilias, a regisztrációs üzemeltetője a info és az aero felső szintű tartományoknak, agresszív volt a tartomány marketingben, jelentős regisztrációs ösztönzőkkel és tájékoztatási eseményekkel.